# Adva Cohen
Adva Cohen (hebräisch אדוה כהן; * 24. März 1996 in Jerusalem) ist eine israelische Leichtathletin, die sich auf den Hindernislauf spezialisiert hat und auch im Mittelstreckenlauf an den Start geht.

## Sportliche Laufbahn
Erste internationale Erfahrungen sammelte Adva Cohen im Jahr 2017, als sie bei den U23-Europameisterschaften in Bydgoszcz in 10:07,82 min den neunten Platz über 3000 m Hindernis belegte. Im Herbst begann sie ein Studium an der University of New Mexico und im Jahr darauf belegte sie bei den Europameisterschaften in Berlin in 9:29,74 min den fünften Platz. Zuvor siegte sie in 9:57,37 min bei den U23-Mittelmeer-Meisterschaften in Jesolo. 2019 startete sie bei den Weltmeisterschaften in Doha und schied dort mit 9:42,92 min im Vorlauf aus. 2021 nahm sie dann an den Olympischen Sommerspielen in Tokio teil und verpasste dort mit 10:05,95 min den Finaleinzug. Im Jahr darauf schied sie bei den Weltmeisterschaften in Eugene mit 9:44,74 min im Vorlauf aus und anschließend belegte sie bei den Europameisterschaften in München in 9:36,84 min den achten Platz. 2023 wurde sie bei der 3. Liga der Team-Europameisterschaft im Rahmen der Europaspiele in Chorzów in 9:47,52 min Zweite im Hindernislauf. Im Jahr darauf gelangte sie bei den Europameisterschaften in Rom mit 9:33,88 min auf den zwölften Platz und 2025 wurde sie bei den Hallenweltmeisterschaften in Nanjing in 8:59,62 min Elfte im 3000-Meter-Lauf.
In den Jahren 2020 und von 2022 bis 2024 wurde Cohen israelische Meisterin über 3000 m Hindernis und 2017 siegte sie im 1500-Meter-Lauf sowie 2021 über 800 Meter.

## Persönliche Bestleistungen
- 800 Meter: 2:07,07 min, 16. Juni 2018 in Tel Aviv-Jaffa
  - 800 Meter (Halle): 2:10,10 min, 2. Februar 2019 in Albuquerque
- 1500 Meter: 4:12,95 min, 3. Juli 2021 in Heusden-Zolder
  - 1500 Meter (Halle): 4:16,55 min, 9. Februar 2024 in Boston (israelischer Rekord)
  - Meile (Halle): 4:31,10 min, 2. März 2025 in Boston (israelischer Rekord)
- 3000 Meter: 9:36,41 min, 4. Juli 2020 in Tel Aviv
  - 3000 Meter (Halle): 8:49,24 min, 15. Februar 2025 in Boston
- 5000 Meter: 15:26,48 min, 29. April 2022 in Stanford
  - 5000 Meter (Halle): 15:23,93 min, 7. Dezember 2024 in Boston (israelischer Rekord)
- 2000 m Hindernis: 6:13,28 min, 1. September 2024 in Berlin
- 3000 m Hindernis: 9:29,74 min, 12. August 2018 in Berlin (israelischer Rekord)